# Hector Martin
Hector Martin (Roeselare, 26 de diciembre de 1898-Roeselare, 9 de agosto de 1972) fue un ciclista belga que fue profesional entre 1923 y 1936. Durante su carrera deportiva destacan las 5 victorias de etapa al Tour de Francia.

## Palmarés
- 1923
  - 1.º en la Bruselas-Luxemburgo-Mondorf
  - 1.º en Melsele
- 1924
  - Campeón de Bélgica de los independientes
  - 1.º en la Binche-Doornik-Binche
  - 1.º en la Bruselas-París
  - 1.º en la París-Dirijan
  - 1.º en el Tour de Flandes de los Independientes
- 1925
  - Vencedor de 3 etapas al Tour de Francia
- 1927
  - 1.º en la París-Nantes
  - Vencedor de 2 etapas al Tour de Francia
- 1928
  - 1.º en la Burdeos-París
- 1930
  - 1.º en el Circuito de Bearne y vencedor de 2 etapas
- 1931
  - 1.º en Maldegem

## Resultados al Tour de Francia
- 1925. 14.º de la clasificación general. Vencedor de 3 etapas
- 1927. 9.º de la clasificación general. Vencedor de 2 etapas. Llevó el maillot amarillo durante 4 etapas
- 1928. Abandona (5.ª etapa)
- 1929. Abandona (17.ª etapa)